# استان بیلا
استان بیلا (به لاتین: Beyla Prefecture) یک منطقهٔ مسکونی در گینه است که در Nzérékoré Region واقع شده‌است. استان بیلا ۱۳٬۶۱۲ کیلومتر مربع مساحت و ۳۲۶٬۰۸۲ نفر جمعیت دارد.